# Paretak
Paretak är ett samhälle i Bosnien och Hercegovina.   Det ligger i entiteten Federationen Bosnien och Hercegovina, i den centrala delen av landet, 19 km väster om huvudstaden Sarajevo. Paretak ligger 574 meter över havet och antalet invånare är 159.
Terrängen runt Paretak är lite kuperad. Runt Paretak är det ganska tätbefolkat, med 93 invånare per kvadratkilometer.. Närmaste större samhälle är Sarajevo, 19,2 km öster om Paretak. 
I omgivningarna runt Paretak växer i huvudsak lövfällande lövskog.